# Freedom of Mobile Multimedia Access
Freedom of Mobile Multimedia Access (FOMA) était la norme utilisée sur le premier réseau de téléphonie mobile de troisième génération ouvert au Japon par NTT DoCoMo fin 2001. 

Fondé sur la même technique de multiplexage large bande W-CDMA que les réseaux UMTS, FOMA jouait à la fois sur la commutation de paquets et la commutation de circuits pour proposer des services différenciés à des débits pouvant aller jusqu'à 384 kbit/s en liaison descendante (d'Internet vers l'internaute) et 64 kbit/s en montée (de l'internaute vers Internet).